# رفیق ایکس
رفیق ایکس (انگلیسی: Comrade X) فیلمی آمریکایی در سبک کمدی رمانتیک و جاسوسی به کارگردانی کینگ ویدور است که در سال ۱۹۴۰ منتشر شد. از بازیگران آن می‌توان به کلارک گیبل، هدی لامار، اسکار هومولکا و ایو آردن اشاره کرد.
این فیلم نامزد دریافت «جایزه اسکار بهترین داستان فیلم» بود.

## بازیگران
- کلارک گیبل
- هدی لامار
- اسکار هومولکا
- ایو آردن
- ناتاشا لایتس
- ولادیمیر سوکولوف
- ژرژ رِنووانت
- فلیکس برسارت
- ادگار باریر
- لئون بلاسکو
- میخائیل رازومنی
- سیگ رومن